# Eburiomorpha guttata
Eburiomorpha guttata är en skalbaggsart som beskrevs av Fisher 1935. Eburiomorpha guttata ingår i släktet Eburiomorpha och familjen långhorningar. Inga underarter finns listade i Catalogue of Life.